# Збігнев Бонек
Збі́гнєв Казімеж Бо́нек (пол. Zbigniew Kazimierz Boniek; * 3 березня 1956, Бидгощ) — польський футболіст, тренер і футбольний функціонер. Єдиний польський футболіст, який був обраний до списку 100 відомих, що нині живуть гравців. Був третім у класифікації найкращих футболістів світу «Золотий м'яч» у 1982 році. У 2009 році разом з Олегом Блохіном був нагороджений нагородою «Золота стопа». 26 жовтня 2012 року обраний Президентом Польського футбольного союзу.

## Клубна кар'єра
Виступав за місцеву команду «Завіша» (Бидгощ). У 1975 р. перейшов до лодзького «Відзева». Після успішних матчів на Чемпіонаті світу в Іспанії був запрошений до італійського «Ювентусу» (Турин), де його партнерами стали відомі Мішель Платіні і Паоло Россі. 1988 року закінчив кар'єру футболіста у клубі «Рома».

## Єврокубки
Збі́гнєв Бо́нек провів 8 сезонів у клубних турнірах УЄФА: 4 — у складі «Відзева», 3 — «Ювентуса», і один сезон у формі «Роми», зігравши загалом 43 гри, забивши 13 голів.
Найкращі досягнення — перемога у Кубку кубків 1983-84, Суперкубку УЄФА 1984 та Кубку чемпіонів 1984-85.
Дебют припав на перший матч 1/32 фіналу Кубку УЄФА 1977-78 проти клубу «Манчестер Сіті». Ця гра відбулася 14 вересня 1977 року в Манчестері й завершилася бойовою нічиєю 2:2. У цій грі забив і перші два м'ячі. У наступному раунді цього ж сезону поляки грали з «ПСВ». У першому матчі вдома Збігнев забив останнього м'яча, проте Відзев програв — 3:5.
У 1/32 фіналу Кубку УЄФА 1979-80 суперником польської команди був французький «Сент-Етьєн». Перший матч відбувся в Лодзі і Бонєк зрівняв рахунок у матчі, який господарі виграли — 2:1. До речі, спочатку відзначився у цій грі Мішель Платіні — майбутній партнер Бонєка по виступам у «Ювентусі».
В італійському клубі вже у першому сезоні провів 9 матчів у Кубку чемпіонів 1982-83 і забив два м'ячі. Один — у повторній грі 1/16 фіналу — данському «Відовре» — 3:3. Другий — у першому чвертьфіналі у Бірмінгемі — «Астон Віллі», вирвавши, тим самим, перемогу — 2:1.
Також 9 ігор провів у наступному сезоні в турнірі на Кубок кубків 1983-84, забивши при цьому 4 голи. У 1/16 фіналу та у 1/8 фіналу у гостях відповідно гданській «Лехії» — 3:2 для піренейців та «Парі Сен-Жермену» — 2:2, у матчі-відповіді 1/2 фіналу в Турині відкрив рахунок, забивши «Манчестер Юнайтед» — 2:1. І, нарешті, переможний гол у фіналі проти «Порту» — 2:1. Це перший європейський клубний трофей у послужному списку поляка.
16 січня 1985 року в Турині в єдиному матчі на Суперкубок УЄФА Збігнев двічі забив у ворота «Ліверпуля», принісши першу перемогу у цьому турнірі «старій синьйорі» — 2:0.
Останній гол у єврокубках провів у переможному розіграші Кубка чемпіонів 1984-85. У домашньому півфінальному матчі проти французького «Бордо» відкрив рахунок. Італійці перемогли тоді — 3:0 і, незважаючи на програш у Франції — 0:2, вийшли до фіналу. 29 травня 1985 року у Брюсселі на стадіоні «Ейзель» «Ювентус» переміг англійський «Ліверпуль» — 1:0. Незважаючи на сумнозвісні події, які пов'язані з тією грою, це був пік клубної кар'єри Бонека. Він сам не забив, але проти нього гравець команди суперника порушив правила, що призвело до призначення пенальті, який реалізував Платіні.
З 1985 по 1988 роки захищав кольори італійської «Роми», у складі якої 1 жовтня 1986 року він і провів свій останній єврокубковий матч. Це була повторна гра 1/16 фіналу Кубка кубків у Сарагосі. «Рома» зустрічалася з місцевим «Реалом». Після додаткового часу рахунок був — 2:0 на користь господарів поля (перша гра в Римі завершилася перемогою «Роми» з таким же результатом). Тому були призначені післяматчеві пенальті. Свій удар Бонек не реалізував — м'яч влучив у штангу. Зрештою, римляни програли серію — 3:4 і вибули з турніру.

### Статистика виступів у єврокубках
| Сезон             | Клуб              | Турнір          | Досягнення    | Матчі | Голи |
| ----------------- | ----------------- | --------------- | ------------- | ----- | ---- |
| 1977-78           | «Відзев»          | Кубок УЄФА      | 1/16 фіналу   | 4     | 3    |
| 1979-80           | «Відзев»          | Кубок УЄФА      | 1/32 фіналу   | 2     | 1    |
| 1980-81           | «Відзев»          | Кубок УЄФА      | 1/8 фіналу    | 5     | 0    |
| 1981-82           | «Відзев»          | Кубок чемпіонів | 1/16 фіналу   | 2     | 0    |
| 1982-83           | «Ювентус»         | Кубок чемпіонів | фіналіст      | 9     | 2    |
| 1983-84           | «Ювентус»         | Кубок кубків    |               | 9     | 4    |
| 1984              | «Ювентус»         | Суперкубок УЄФА |               | 1     | 2    |
| 1984-85           | «Ювентус»         | Кубок чемпіонів |               | 9     | 1    |
| 1986-87           | «Рома»            | Кубок кубків    | 1/16 фіналу   | 2     | 0    |
| ВСЬОГО за кар'єру | ВСЬОГО за кар'єру | 8 євросезонів   | 8 євросезонів | 43    | 13   |

### Статистика по турнірам
| Турнір          | Сезони | Матчі | Перемоги | Нічиї | Поразки | Голи |
| --------------- | ------ | ----- | -------- | ----- | ------- | ---- |
| Кубок чемпіонів | 3      | 20    | 12       | 3     | 5       | 3    |
| Кубок кубків    | 2      | 11    | 7        | 3     | 1       | 4    |
| Кубок УЄФА      | 3      | 11    | 2        | 4     | 5       | 4    |
| Суперкубок УЄФА | 1      | 1     | 1        | 0     | 0       | 2    |

### Усі матчі та голи Збігнева Бонєка у єврокубках
(1) — перший матч 

 (2) — реалізував післяматчевий пенальті 

 (3) — не реалізував післяматчевий пенальті

## Кар'єра у збірній
У 1976—1988 виступав у складі національної збірної Польщі. Усього забив 24 голи у 80 матчах.

### На чемпіонатах світу
Учасник трьох чемпіонатів світу. Провів на них 16 матчів, забивши 6 м'ячів. Особливо яскраво засяяла зоря Бонека в Іспанії 1982 року. На стадії чвертьфіналу, в матчі зі збірною Бельгії він забив три м'ячі. Польща перемогла тоді 3:0 і зробила вагомий крок до півфіналу, який Збігнев пропустив через два попередження. З Іспанії він привіз бронзову медаль за третє місце.
А в Мексиці йому була доручена капітанська пов'язка.
| Рік    | Країна    | Матчі | Голи |
| ------ | --------- | ----- | ---- |
| 1978   | Аргентина | 6     | 2    |
| 1982   | Іспанія   | 6     | 4    |
| 1986   | Мексика   | 4     | 0    |
| Всього | Всього    | 16    | 6    |

## Тренерська кар'єра
На початку 90-их років XX століття працював у італійських клубах: «Лечче», «Барі», «Самбенедеттезе» та «Авелліно».
У 2002 р. кілька місяців був головним тренером національної збірної Польщі.

## Приватне життя
Збігнев Бонек проживає у Римі. Його сім'я: дружина Веслава (романістка), дочки Кароліна, Каміла та син Томаш.

## Президент Польського футбольного союзу
У 2008 р. був кандидатом на крісло президента Польського Футбольного Союзу (ПЗПН). А 26 жовтня 2012 року обраний Президентом ПЗПН.

## Статистика клубної кар'єри
| Чемпіонат         | Чемпіонат         | Чемпіонат         | Ліга | Ліга | Ліга | Кубок        | Кубок        | Кубок        | Конт.  | Конт.  | Конт.  | Конт.  | Всього | Всього |
| Сезон             | Клуб              | Ліга              | Дос. | Ігри | Голи | Дос.         | Ігри         | Голи         | Турнір | Дос.   | Ігри   | Голи   | Ігри   | Голи   |
| Польща            | Польща            | Польща            | Ліга | Ліга | Ліга | Кубок Польщі | Кубок Польщі | Кубок Польщі | Європа | Європа | Європа | Європа | Всього | Всього |
| ----------------- | ----------------- | ----------------- | ---- | ---- | ---- | ------------ | ------------ | ------------ | ------ | ------ | ------ | ------ | ------ | ------ |
| 1975–76           | Відзев            | Екстракляса       | 5    | 27   | 7    |              |              |              |        |        |        |        | 27     | 7      |
| 1976–77           | Відзев            | Екстракляса       | 2    | 24   | 9    | 1/8          | 1            | 0            |        |        |        |        | 25     | 9      |
| 1977–78           | Відзев            | Екстракляса       | 10   | 30   | 11   | 1/4          | 2            | 1            | КУ     | 1/16   | 4      | 3      | 36     | 15     |
| 1978–79           | Відзев            | Екстракляса       | 2    | 28   | 4    | 1/16         | 1            | 1            |        |        |        |        | 29     | 5      |
| 1979–80           | Відзев            | Екстракляса       | 2    | 26   | 10   | 1/8          | 2            | 1            | КУ     | 1/32   | 2      | 1      | 30     | 12     |
| 1980–81           | Відзев            | Екстракляса       | 1    | 11   | 1    |              |              |              | КУ     | 1/8    | 5      | 0      | 16     | 1      |
| 1981–82           | Відзев            | Екстракляса       | 1    | 26   | 8    | 1/4          | 3            | 2            | КЧ     | 1/16   | 2      | 0      | 31     | 10     |
| Італія            | Італія            | Італія            | Ліга | Ліга | Ліга | Кубок Італії | Кубок Італії | Кубок Італії | Європа | Європа | Європа | Європа | Всього | Всього |
| 1982–83           | Ювентус           | Серія A           | 2    | 28   | 5    | 1            | 12           | 3            | КЧ     | 2      | 9      | 2      | 49     | 10     |
| 1983–84           | Ювентус           | Серія A           | 1    | 27   | 3    | 1/8          | 6            | 2            | КК СУ  | 1      | 9 1    | 4 2    | 43     | 11     |
| 1984–85           | Ювентус           | Серія A           | 6    | 26   | 6    | 1/4          | 6            | 3            | КЧ     | 1      | 9      | 1      | 41     | 10     |
| 1985–86           | Рома              | Серія A           | 2    | 29   | 7    | 1            | 5            | 1            |        |        |        |        | 34     | 8      |
| 1986–87           | Рома              | Серія A           | 7    | 26   | 4    | 1/8          | 6            | 4            | КК     | 1/16   | 2      | 0      | 34     | 8      |
| 1987–88           | Рома              | Серія A           | 3    | 21   | 6    | 1/8          | 3            | 1            |        |        |        |        | 24     | 7      |
| Всього            | Польща            | Польща            |      | 172  | 50   |              | 9            | 5            |        |        | 13     | 4      | 194    | 59     |
| Всього            | Італія            | Італія            |      | 157  | 31   |              | 38           | 14           |        |        | 30     | 9      | 225    | 54     |
| Всього за кар'єру | Всього за кар'єру | Всього за кар'єру |      | 329  | 81   |              | 47           | 19           |        |        | 43     | 13     | 419    | 113    |

## Цікаві факти
Збігнев Бонєк не був володарем Міжконтинентального кубку 1985 року в складі «Ювентуса». Цей матч проходив у Токіо 8 грудня 1985 року. На той час поляк вже захищав кольори римської «Роми».

## Титули та досягнення

### Командні
- «Відзев» (Лодзь)
  -  Чемпіон Польщі (2): 1980—81, 1981—82
  -  Віце-чемпіон (3): 1976—77, 1978—79, 1979—80
  - Кубок Інтертото: 1976
- «Ювентус» (Турин)
  -  Кубок європейських чемпіонів (1): 1984—85
  -  Фіналіст Кубка європейських чемпіонів (1): 1982—83
  -  Кубок володарів кубків УЄФА (1): 1983—84
  - Суперкубок Європи (1): 1984
  -  Серія А (1): 1983—84
    -  Віце-чемпіон (1): 1982—83

  -  Кубок Італії (1): 1982—83
- «Рома»
  -  Віце-чемпіон (1): 1985—86
  -  Третє місце (1): 1987—88
  -  Кубок Італії (1): 1985—86
- Національна збірна Польщі
  - Чемпіонат світу з футболу
    -  бронзовий медаліст: 1982
    - учасник фінальних турнірів: 1978, 1982, 1986

### Індивідуальні
- відкриття року в Польщі («Piłka Nożna»): 1976
- найкращий футболіст року в Польщі («Piłka Nożna»): 1978, 1982
- найкращий футболіст року в Польщі («Sport») «Золота бутса»: 1978
- найкращий спортсмен року в Польщі («Przegląd Sportowy»): 1982
- Золотий м'яч :
  -  Бронзовий м'яч: 1982
- обраний до списку ФІФА 100: 2004
- нагороджений нагородою «Золота стопа»: 2009